# Henrietta Amálie Anhaltsko-Desavská (1720–1793)
Henrietta Amálie Anhaltsko-Desavská (7. prosince 1720, Dessau – 5. prosince 1793, tamtéž) byla princezna askánská, pátá a nejmladší dcera Leopolda I. Anhaltsko-Desavského a jeho neurozené manželky, dcery lékárníka, Anny Louisy Föhsové.

## Život

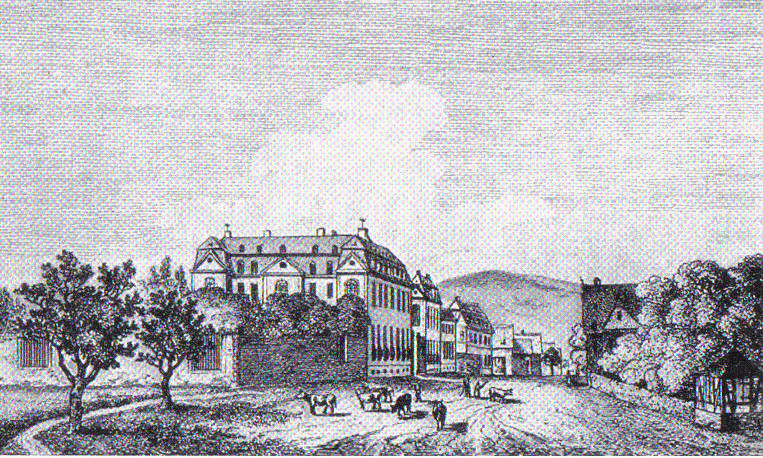
Henriettin majetek ve Frankfurtu nad Mohanem

V roce 1741 porodila jednadvacetiletá princezna Henrietta Amálie syna. Za jeho otce se pak odmítla provdat a byla vyhoštěna z Dessau. Následně ji rodiče vyškrtli jako možnou nástupnici a odebrali jí veškeré tituly. Sám její otec Leopold ale zplodil dvě nemanželské děti. Dalších jedenáct roků proto žila jako jeptiška v Herfordu, kde se setkala i se svojí tetou Johanou Šarlotou, která zde byla abatyší. Leopold se snažil najít pro svoji dceru možného manžela, všechny plány ale selhaly. Mezitím, po jedenácti letech, Henrietta Amálie žila s baronem Rackmannem. Ten byl o patnáct let mladší než ona a díky jejímu vlivu získal titul říšský hrabě.

Henriettin syn mezitím žil v rodině bankéře a jeho matka jej pravidelně navštěvovala. I díky pomoci synova "adoptivního otce" získala Henrietta Amálie velký dům v Bockenheimu, později pojmenovaný "Villa Passavant". Ten byl pak přestavěn na školu a v současnosti se zde nachází nemocnice.
Roku 1753 pak princezna získala další majetek, a to dům spolu s oranžérií. Byla schopnou ekonomkou i obchodnicí a proto z menšího domu udělala prakticky soběstačný statek. Pěstovala zde například pomeranče, chřest a jiné druhy zeleniny i ovoce. Mimo jiné se zde choval i bourec morušový, ze kterého se vyrábí hedvábí. O několik let později získala panství v Kreuznachu a založila zde malý zámek v klasicistním stylu, na kterém bychom dnes našli muzeum. Stavba zámku trvala do roku 1775.
Henriettě Amálii se povedlo vytvořit menší panství a sama byla prozíravá a schopná. Ona sama byla pětkrát bohatší než jiní zemědělci či baroni v regionu a k dosáhnutí takového majetku nevyužívala svoji rodinu. Byla známá i díky tomu, že finančně podporovala umění. V roce 1771 rozšířila svůj venkovský dům na hrad. Jen v prvním patře hradu bylo vystaveno přibližně 700 uměleckých děl. V té době jí bylo pouhých třicet jedna let, když její syn zemřel.
Roku 1790 získala dům ve Frankfurtu nad Mohanem. O dva roky později se ale francouzská vojska přesunula právě do Frankfurtu a Henrietta Amálie byla nucena utéct do rodného Dessau. Zde se přestěhovala do menšího panství zvaného "Palais Dietrich", které bylo pojmenováno po jejím bratru Dětřichovi Anhaltsko-Desavském, ten zemřel roku 1769.
Henriette Amálie zemřela o rok později, dva dny před jejími sedmdesátými třetími narozeninami. Byla pohřbena v Dessau, aniž by se jejího pohřbu zúčastnil některý z jejích příbuzných.